# Giacomo Savini (pittore)

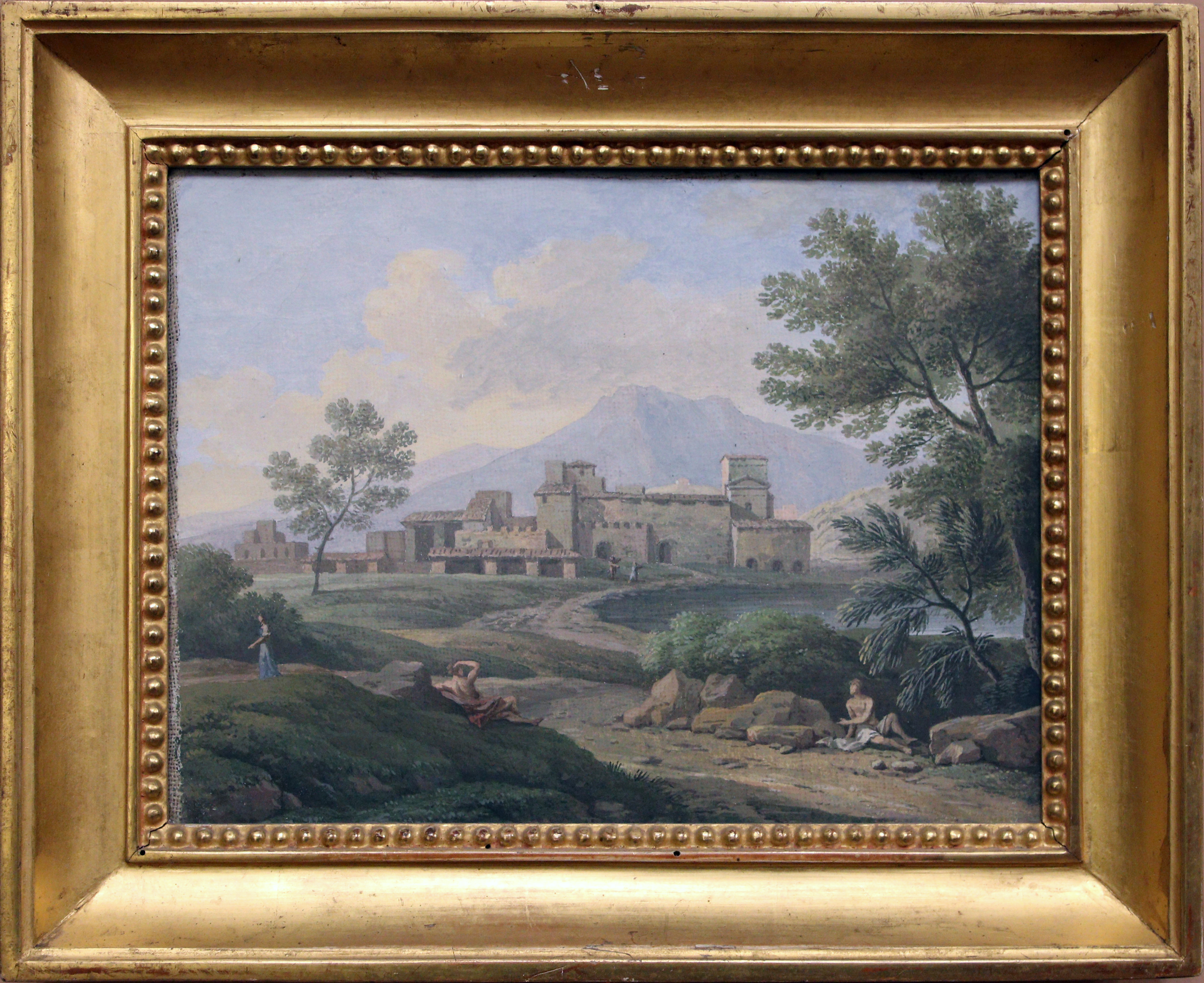
Paesaggio, Coll. Museo Davia Bargellini

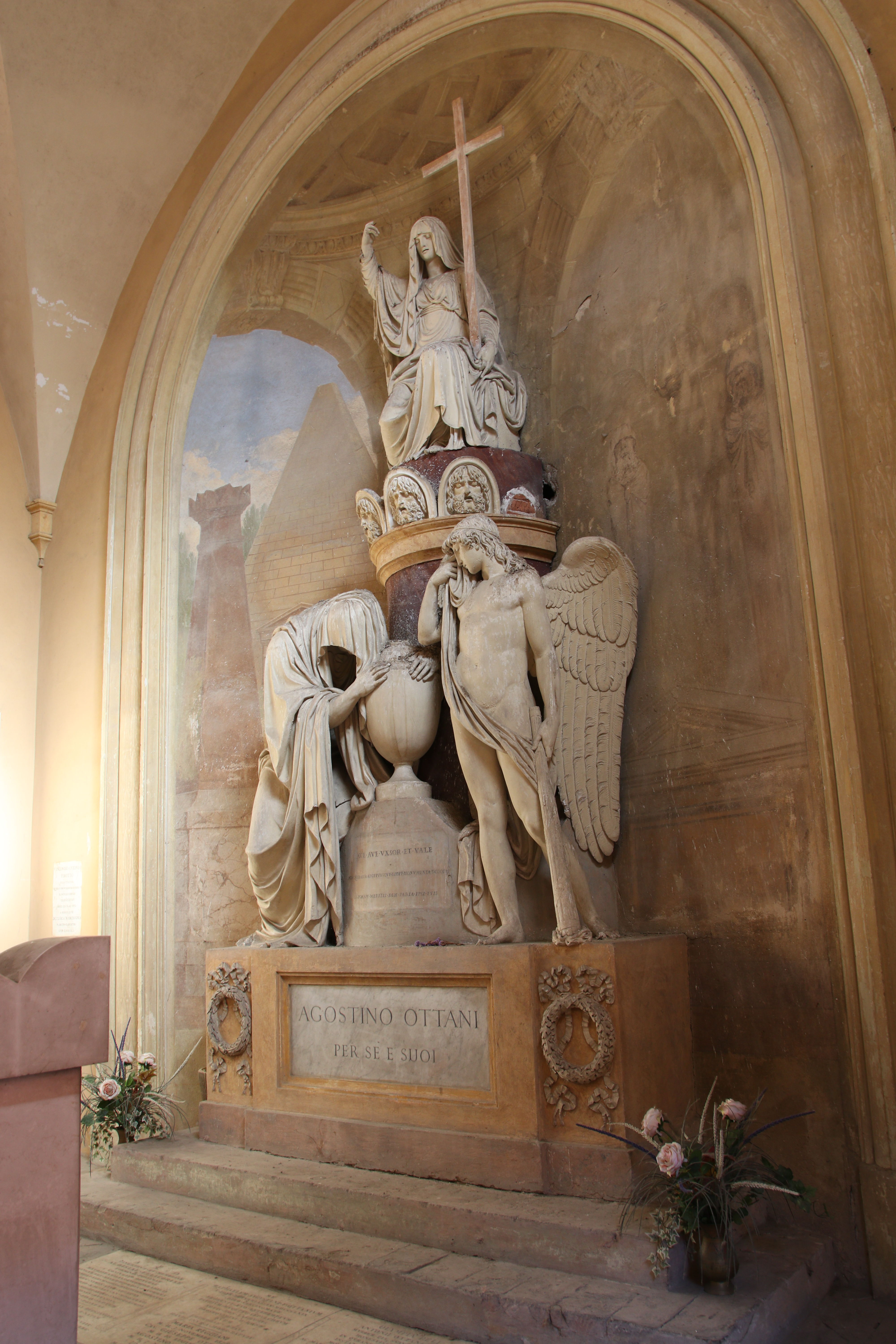
Il monumento Ottani, già Baldi Comi, nella Sala della Pietà della Certosa di Bologna

Giacomo Savini, talvolta citato come Giacomo Savini Loiani o dottor Salvini (1767 or 1768 – 1842), è stato un pittore e decoratore italiano.

## Biografia
Giacomo Savini nacque nel 1767 o 1768. 
Molto religioso, vestì il saio cappuccino o fu forse terziario.
Allievo di Vincenzo Martinelli, del quale frequentò la bottega, divenne noto come pittore paesista. 
La sua produzione fu molto feconda: dipinse paesaggi, architetture e scene. Il suo impegno come decoratore è documentato dal 1816. Autore di tempere e acquerelli, conservò sempre un linguaggio pittorico settecentesco «pacato e gentile».
Tra i suoi lavori più cospicui vi sono decorazioni in San Paolo in Monte dell'Osservanza, nel Palazzo Monti Salina in via Barberia e in molti altre dimore nobili di Bologna.
Nel 1834 dipinse una stanza paese nel palazzo Davia Garagnani, paragonabile a quella del Fantuzzi in palazzo Hercolani.
La sua opera venne spesso citata nelle pubblicazioni e nei giornali della sua epoca e apprezzata dai visitatori stranieri.
Fu attivo anche nella Certosa di Bologna su diversi monumenti, dove in particolare collaborò nel 1815-16 con Flaminio Minozzi per le pitture murali del monumento composito Ottani, già Baldi Comi nella Sala della Pietà, con gruppo scultoreo di Giovanni Putti e su progetto dell'architetto Angelo Venturoli.
Negli ultimi anni gli venne conferito il titolo di socio d'onore dall'Accademia di belle arti di Bologna.
Morì nel 1842 e venne sepolto in Certosa, nel pozzetto 167 del lato di levante del Chiostro Maggiore.
Alcuni suoi dipinti, raccolti da Giuseppe Davia, furono custoditi nella Galleria Davia Bargellini, oggi nelle collezioni del museo omonimo, mentre molti suoi disegni sono conservati nelle Collezioni d'arte e di storia dalla Fondazione Carisbo.
Nel 2024 il Museo Davia Bargellini in collaborazione con il Museo Ottocento Bologna gli ha dedicato una mostra retrospettiva.